# Леброн Джеймс
Леброн Реймон Джеймс (на английски: LeBron Raymone James, правилен правопис и произношение на собственото име Лъбро̀н [ləˈbrɒn]) е американски баскетболист. Играе за Лос Анджелис Лейкърс на позицията леко крило. Висок е 206 см и тежи 113 кг. Четирикратен шампион е на НБА (2012, 2013, 2016, 2020). Взима участие в седемнадесет мача на звездите. На 7 февруари 2023 г. подобрява рекорда за най-много точки в НБА – 38 390. Преди това рекордът се държи от Карийм Абдул-Джабар, който има 38 387 точки в кариерата си.  
Олимпийски шампион от Летните олимпийски игри в Пекин 2008, Лондон 2012 и Париж 2024. Четирикратен носител на наградата за Най-полезен играч (MVP) през редовния сезон в НБА (2009,2010,2012,2013). През 2012 и 2013 г. става шампион на НБА с отбора на Маями Хийт и печели приза „Най-полезен играч на финалите“ (NBA Finals MVP). През 2016 г. извежда Кливланд Кавалиърс до първа титла и става трикратен шампион на НБА и отново печели приза „най-полезен играч на финалите“ за трети път в кариерата си. През 2020 г. извежда ЛА Лейкърс до титлата след десетгодишна суша без титла и става „най-полезен играч на финалите“ за четвърти път в богатата си кариера. 

## Произход и младежки години
Леброн Джеймс е роден на 30 декември 1984 в Акрън, Охайо, когато майка му Глория Мари Джеймс е едва на 16-годишна възраст. Тъй като биологичният му баща ги изоставя, Глория отглежда сина си сама, и по тази причина той носи нейната фамилия. Семейството изпитва затруднения и се мести често поради факта, че майката на Леброн трудно успява да си намери стабилна работа. Осъзнавайки, че за Леброн ще бъде по-добре, ако е заобиколен от стабилни хора около себе си, тя го изпраща да живее при семейството на Франк Уолкър, местен треньор по футбол, който по-късно става негов ментор и му помага да направи първите си стъпки в баскетбола.
От ранните си години в гимназията той привлича вниманието на баскетболните скаути, които му предричат голямо бъдеще. Паралелно с баскетбола, младият Леброн тренира и американски футбол. Футболният му треньор в гимназията Франк Уокър забелязва огромния спортен потенциал на Леброн и убеждава майка му да го вземе в семейството си, за да осигури нормална среда за развитие и посещаване на училище.
През 2003 е избран под номер едно в драфта от Кливланд Кавалиърс на едва 18-годишна възраст, с което става втория играч в историята, избран направо от гимназията под номер едно в драфта.

## Кариера
Джеймс е избран от отбора на родния си град Кливланд Кавалиърс като първи избор в драфта на НБА през 2003 г. В първия си мач от редовния сезон той отбелязва 25 точки при загубата от Сакраменто Кингс със 106:92, с което поставя рекорд на НБА за най-много точки, отбелязани от професионален играч в дебютното му представяне. В края на сезон 2003 – 2004 г. той става първият Кавалиър, който получава наградата за новобранец на годината в НБА. С крайните си средни показатели от 20,9 точки, 5,5 борби и 5,9 асистенции на мач той става и третият играч в историята на лигата, който има средни показатели от поне 20 точки, 5 борби и 5 асистенции на мач като новобранец Кливланд в крайна сметка завършва сезона с 35 – 47 точки, като не успява да се класира за плейофите въпреки подобрението с 18 точки спрямо предходната година.
През сезона 2005 – 2006 Леброн най-накрая извежда отбора си до плейофите в НБА за първи път от 1998, бележейки средно по 31,4 точки, 7 борби и 6,6 асистенции през редовния сезон. Кавалиърс стигат до втория кръг на плейофите, където губят от бъдещия шампион на Източната конференция Детройт Пистънс с 3:4 победи.
Следващият сезон 2006 – 2007 г. е най-успешният сезон за Леброн с екипа на Кавалиърс. Той успява да изведе отбора си до първи финал в НБА, загубен обаче катастрофално от Сан Антонио Спърс с 4:0.
На 8 юли 2010 г. подписва официално с отбора на Маями Хийт. През 2012 г. и през 2013 г. е с основен принос за втората и третата шампионска титла на отбора.
През юли 2014 година Леброн взима решение да се върне в родния си щат – Охайо и да играе отново за Кливланд Кавалиърс.
Леброн Джеймс е определян от много хора като лицето на НБА, а мнението му има голямо влияние върху много ключови решения, взимани в лигата. Извън терена той се представя не по-зле, отколкото на него, и сключва договори с едни от най-известните брандове в света. Договорите му с гиганти като Кока Кола, Макдоналдс, Найк и Самсунг, го превръщат в най-добре печелещия играч в НБА с доход от 72 милиона долара само за 2014 г.
На 18 август 2022 г. Джеймс преподписва с Лос Анджелис Лейкърс двугодишен договор на стойност 97,1 милиона долара. Удължаването на договора го превръща в най-добре платения спортист в историята на НБА с 528,9 млн. $, изпреварвайки Кевин Дюрант по печалби за всички времена.
На 7 февруари 2023 г. той отбелязва своята 38 388 точка, с което подобрява рекорда на Карийм Абдул-Джабар за най-много точки, отбелязани в редовния сезон на НБА.
През 2024 г. Джеймс става и първият играч в историята, играл в НБА като тийнейджър и след като е навършил 40 години.

## Личен живот
На 14 септември 2013 г. в Сан Диего се жени за своята приятелка от гимназията, Савана Бринсън. Двамата имат три деца: двама синове – Леброн Джеймс младши, роден на 6 октомври 2004 г., и Брайс Максимус Джеймс, роден на 14 юни 2007 г., и дъщеря на име Жури Джеймс, родена на 22 октомври 2014 г.